# Waibstadt
Waibstadt é uma cidade da Alemanha localizada no distrito de Rhein-Neckar-Kreis, região administrativa de Karlsruhe, estado de Baden-Württemberg.

## Demografia
Evolução da população:
| Anos       | 1871  | 1910  | 1939  | 1950  | 1961  | 1970  | 1980  | 1990  | 2001  | 2007  |
| ---------- | ----- | ----- | ----- | ----- | ----- | ----- | ----- | ----- | ----- | ----- |
| Populações | 2.563 | 2.554 | 2.402 | 4.002 | 3.899 | 4.696 | 4.840 | 5.268 | 5.751 | 5.659 |